# Gianpiero Combi
Gianpiero Libero Maria Combi (* 20. November 1902 in Turin; † 12. August 1956 in Imperia) war ein italienischer Fußballspieler.
Als Torhüter von Juventus Turin gewann er fünf Mal in den Jahren 1926 und in Folge von 1931 bis 1934 die Meisterschaft in der Serie A. In der Nationalmannschaft absolvierte er von 1924 bis 1934 47 Länderspiele und gewann unter Trainer Vittorio Pozzo 1934 die Fußballweltmeisterschaft. Er gehörte zusammen mit Ricardo Zamora, Rudolf Hiden und František Plánička zu den großen Torhütern dieser Epoche.

## Fußballerlaufbahn

### Verein
Der gebürtige Turiner Gianpiero Combi spielte seine komplette Karriere als Torwart bei Juventus Turin. Sein Debüt in der Ligamannschaft von Juventus gab er am 5. Februar 1922 beim Spiel gegen Pro Vercelli. Mit Juve wurde er im Laufe seiner Karriere zwischen 1926 und 1934 fünfmal italienischer Meister und gehörte zur legendären Mannschaft des Quinquennio d’Oro. Mit der Übernahme der Präsidentschaft bei Juventus Turin im Jahr 1923 von Edoardo Agnelli, Präsident des Fiat-Konzerns, wurde die wirtschaftliche Grundlage des Vereins enorm verbessert und die Grundlagen der kommenden Erfolge geschaffen. Den ersten Titelgewinn erlebte der 1922 in die erste Mannschaft gekommene Torhüter in der Serie 1925/26, als er mit Juventus die zwei Endspiele im August 1926 mit 7:1 beziehungsweise 5:0 Toren gegen Alba Roma entschied. Ab der Saison 1929/30 wurde die Meisterschaft in der Serie A ausgespielt, Ambrosiana-Inter holte sich die Scudetto und Juve belegte den dritten Rang. In der Serie 1932/33 hatte Combi – dem nur 1,74 m großen Keeper wurden souveränes Stellungsspiel, Beweglichkeit, Eleganz und herausragendes Dirigieren der Vorderleute zugeschrieben  – alle 34 Ligaspiele absolviert und nur 23 Gegentore zugelassen. Zusammen mit Umberto Caligaris und Virginio Rosetta bildete er ein Schlussdreieck internationaler Klasse. Unter Trainer Carlo Carcano nahm er auch in den Jahren 1931 bis 1934 am Wettbewerb des Mitropapokal teil. Sein letztes Spiel in der Serie A bestritt der auch Uomo di Gomma (Gummi-Mann) genannte Combi am 15. April 1934 beim 2:1-Erfolg gegen Brescia Calcio. Nach der Runde 1933/34 beendete der „prestigiatore in porta“ („Zauberer im Tor“) seine Laufbahn.

### Nationalmannschaft, 1924 bis 1934
Sein Debüt in der italienischen Nationalmannschaft gab Combi am 6. April 1924 beim Länderspiel in Budapest gegen Ungarn. Das Spiel endete mit einer 1:7-Niederlage und für den Turiner folgte eine knapp einjährige schöpferische Pause mit fünf ausgetragenen Länderspielen. Am 22. März 1925 stand aber nach seinem zweiten Einsatz in der Squadra Azzurra ein 7:0-Erfolg gegen Frankreich zu Buche und er hatte sich damit rehabilitiert. Aber Stammtorhüter war er noch nicht. Torhüter Giovanni De Prà vom CFC Genua machte Combi noch bis zum ersten Spiel bei den Olympischen Spielen 1928 in Amsterdam am 29. Mai gegen Frankreich (4:3) Konkurrenz. Nach seinen überzeugenden Auftritten beim Olympiaturnier in den zwei Spielen gegen Spanien (Entscheidungsspiel 7:1-Sieg), der 2:3-Halbfinalniederlage gegen Uruguay und dem hohen 11:3-Erfolg im Spiel um den 3. Platz am 10. Juni gegen Ägypten mit dem Gewinn der Bronzemedaille war er aber der unumstrittene Platzhalter im Tor der Squadra Azzurra. Vom 1. Juni 1928 (gegen Spanien) bis zum 13. Dezember 1931 in Turin gegen Ungarn (3:2) stand der Torhüter von Juventus Turin in 24 Länderspielen ununterbrochen im Tor der Nationalmannschaft. Dazu gehörten auch die Begegnungen am 28. April 1929 in Turin und am 2. März 1930 in Frankfurt gegen die deutsche Fußballnationalmannschaft. Hatte noch der Nürnberger Torhüterkollege Heiner Stuhlfauth mit seiner überragenden Leistung in Turin zum überraschenden 2:1-Erfolg der deutschen Mannschaft beigetragen, glückte Italien in Frankfurt mit einem überzeugenden Combi im Tor durch einen 2:0-Erfolg die Revanche.
Mit seinen Mannschaftskollegen setzte sich Combi auch im erstmals ausgetragenen Europapokal der Fußball-Nationalmannschaften 1927 bis 1930 gegen Österreich, Tschechoslowakei, Ungarn und die Schweiz durch. In der zweiten Austragung 1931/32 belegte er mit Italien den zweiten Rang, ehe er den Wettbewerb 1933 bis 1935 zum zweiten Mal gewann.
Beim 4:0-Erfolg im WM-Qualifikationsspiel am 25. März 1934 in Mailand gegen Griechenland hütete Carlo Ceresoli das Tor der Squadra Azzurra. Combi hegte massive Absichten zum Karriereende und ließ sich von Vittorio Pozzo erst nach einem Handbruch von Ceresoli dazu überreden, sich für die Weltmeisterschaft nochmals zur Verfügung zu stellen. Beim Gewinn der Fußball-Weltmeisterschaft 1934 war er der Kapitän der Weltmeistermannschaft. Neben dem Titelgewinn ragten die Duelle mit den Torhüterkollegen Ricardo Zamora, Peter Platzer und František Plánička in den Spielen gegen Spanien, Österreich und die Tschechoslowakei heraus. Nach dem Endspiel am 10. Juni 1934 in Rom beendete er im Alter von 31 Jahren nach 47 Länderspielen seine Spielerkarriere.
Sein Mannschaftskamerad Giuseppe Meazza urteilte über Combi:

Mir ist vor allem eine außergewöhnliche Fähigkeit Combis in Erinnerung: Er verfügte im Tor über ein perfektes Stellungsspiel, dass man unwillkürlich den Eindruck gewann, es gäbe auf der Welt keinen einfacheren Beruf als Fußball-Torhüter. Combi stand immer an der richtigen Stelle, dort, wo er dem Flug des Balles im Wege war. […] In all den Spielen, die ich mit Combi zusammen im Nationaldress oder gegen ihn im Inter-Dress bestritt, erlebte ich nur ganz selten, dass er den Ball im Werfen mit einer Robinsonade zu fangen trachtete. Für Effekte hatte er nichts übrig, als Torwart war er die Zweckmäßigkeit selbst.

## Weiteres Leben
Im Dezember 1934 heiratete Combi Lidia Piola; 1938 wurde er Vater einer Tochter. Er übernahm eine leitende Funktion im Familienunternehmen, das Liköre herstellte, und eröffnete eine Bar in Turin, die „Gran Bar Combi“.
Im Jahr 1955 wurde er vom Präsident der Italienischen Republik Giovanni Gronchi zum Cavaliere della Repubblica Italiana ernannt.
Am 12. August 1956 erlitt Combi auf einer Autofahrt mit seiner Familie einen Herzanfall, an dessen Folgen er 53-jährig starb. Combi wurde auf dem Cimitero monumentale di Torino im Familiengrab beigesetzt. Das damalige Juventus-Trainingsgelände in der Via Filadelfia und das Stadion in Meran wurden nach ihm benannt.

## Erfolge

### Im Verein
- Italienische Meisterschaft: 1925/26, 1931/32, 1932/33, 1933/34

### In der Nationalmannschaft
- Weltmeister: 1934
- Europapokal der Nationalmannschaften: 1927–1930, 1933–1935

## Verweise